# Ibrahim Al-Kaebi
Ibrahim Al-Kaebi (Arabic:إبراهيم الكعبي; sinh ngày 3 tháng 3 năm 1993) là một cầu thủ bóng đá người Các Tiểu vương quốc Ả Rập Thống nhất. Hiện tại anh thi đấu cho Al Dhafra.